# Ville hajdú

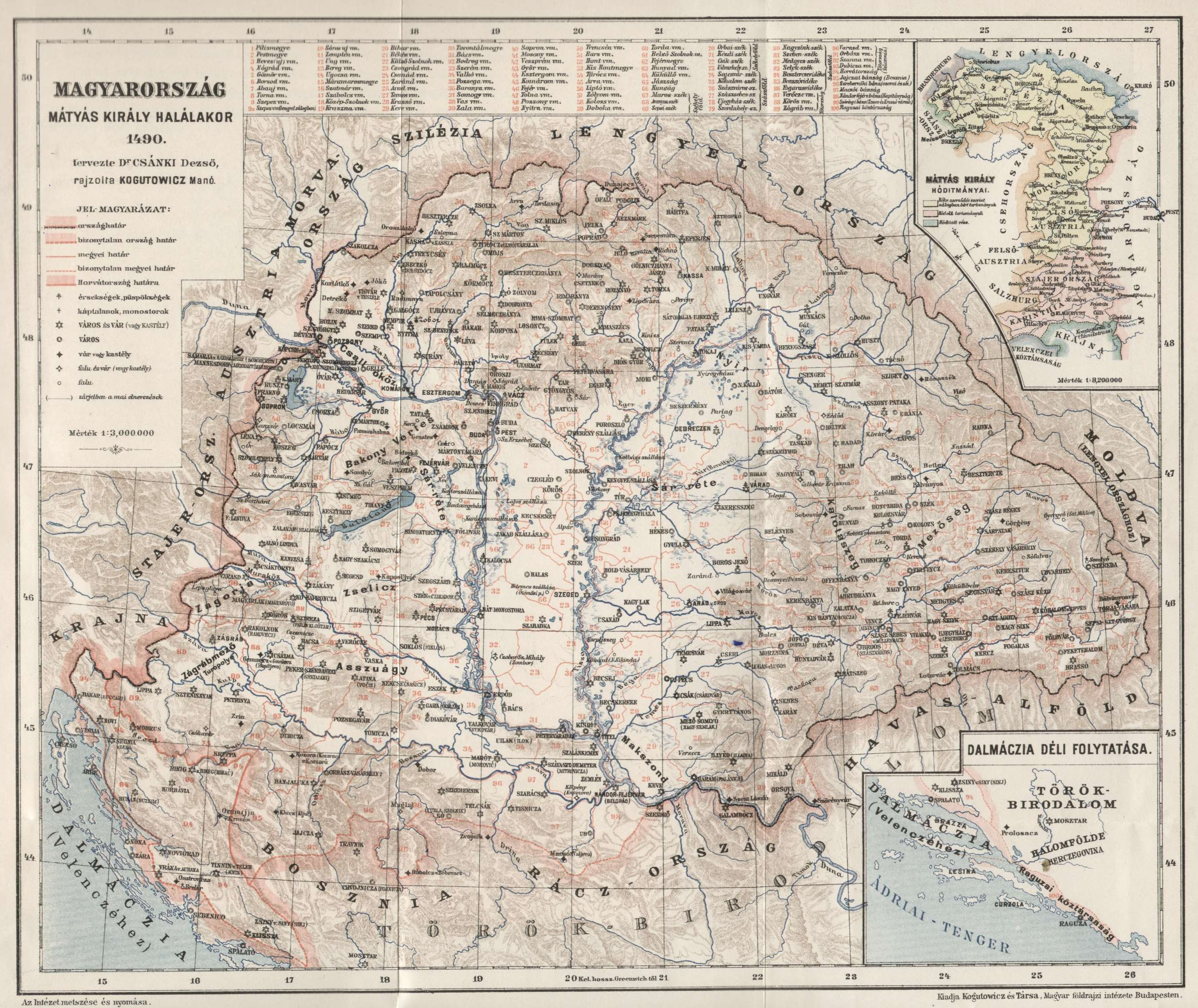
Royaume d'Hongrie en 1490

La ville hajdú (en hongrois : hajdúváros) désigne historiquement les localités ayant un règlement du ressort de la collectivité locale et dont la particularité était d'être habitée par des soldats. De façon plus étroite, elle désigne toutes les localités du Hajdúság : Hajdúnánás, Hajdúdorog, Hajdúböszörmény, Hajdúhadház, Hajdúszoboszló, Vámospércs, voire pendant un temps Polgár.